# 日本無政府共産党
日本無政府共産党（にほんむせいふきょうさんとう）は、1934年（昭和9年）に日本で結成された無政府共産主義団体。名称は類似しているが日本共産党（1922年結党）とは思想としても、人員としてもまったく関係がない。

## 概要
1933年（昭和8年）に結成された日本無政府共産主義者連盟を母体とし、翌1934年に結成。
同年からは地下に潜った相澤尚夫が『理想社会としての無政府』などの地下出版物や宣伝文書を発行したことから、警視庁から出版法違反の容疑で追われることとなった。
1935年（昭和10年）には、創設者などが高田農商銀行（後の東都銀行）を襲撃する無政府共産党事件（あるいは、日本無政府共産党ギャング事件、高田農商銀行襲撃事件）を起こした。無政府共産党事件は農村青年社事件での一斉検挙を呼び、「戦前のアナキズム活動の終息」へとつながって行く。
日本無政府共産党の関係者は、中央委員長であった植村諦をはじめ無政府共産党事件を機に数多くが逮捕され、無政府共産党事件以前に計画され実行には至らなかった他の強盗予備事件、無政府共産党内の秘密を漏洩しようとしたメンバーの殺害事件などによって起訴され、17名が有罪判決を受けている。中でも最大の罪とされたものは、無政府共産党を組織したことそのものであり、これは治安維持法違反であるとされた。無政府共産党が天皇制への対処について言及したことは無かったが、裁判所は治安維持法違反を認定している。

## 無政府共産党事件
活動資金獲得のために、相澤尚夫（党責任者）、二見敏雄（党首魁）、寺尾実（中央委員）らが中心となって1935年（昭和10年）11月6日に東京市豊島区高田町にある高田農商銀行を襲撃するが失敗。相澤らは同年11月10日に神戸から船で上海へと逃亡しようと企てるが、兵庫県の警察官に挙動不審者として取り調べを受け、相澤は検挙される。この時、二見は兵庫県警察からの逃走には成功している。相澤らの取り調べから、他にも銀行や郵便局襲撃の計画を知ることになった警視庁、各県警は党との関係のない無政府主義者を含めて、治安維持法違反者として多数を一斉検挙した。
また、この過程で株券や通貨偽造による資金調達未遂や、二見らがスパイとして疑った同志を摩耶山山中でリンチの上で射殺、死体を遺棄した事件も発覚した。
二見は神戸から東京に戻り潜伏、警戒が緩んだと判断して出歩き始めた同年12月24日に東京市京橋区銀座二丁目で特別高等警察警官に逮捕された。逮捕時には現金9円、拳銃と実弾を所持していた。
翌1936年（昭和11年）5月23日には二見らの取り調べから、千葉県夷隅郡興津町（現:勝浦市鵜原）の海岸の松林からダイナマイト50本、雷管120個が発見されている。このダイナマイトは1930年（昭和5年）に発生した芝浦製作所の労働争議に際し、破壊工作の実施を想定して近隣の工事現場から盗んでいたものであった。